# Apóstoles (Misiones)
Apóstoles é uma cidade argentina, capital do departamento de Apóstoles na província de Misiones.
Foi fundada no séc. XVII, como uma missão jesuita mas a antiga missão foi destruída pelos brasileiros em 1825, em 1897 a população foi refundada com imigrantes poloneses e ucranianos.
Se chega a ela através da Rota Provincial 1, que a une com Posadas, a uma distância de 65 quilômetros.
Seu principal cultivo é a erva mate e tem uma população de 15.881 habitantes segundo o Censo 2001 (INDEC).